# Přední Galašek
Přední Galašek je zrušená přírodní památka v  lokalitě Brankovice v  okrese Vyškov. Přírodní památka byla zřízena vyhláškou Okresního úřadu Vyškov ze dne 28. června 1990. Leží severně od města Koryčany. Důvodem ochrany bylo uchování xerotermních rostlinných a živočišných společenstev ponticko-panonského typu. Památka byla narušena výsadbou dřevin při zdlouhavém procesu vyhlašování místa v přírodní památku. Přírodní památka byla zrušena Nařízením Jihomoravského kraje č. 37/2014 s účinností od 1. ledna 2015.